# Tangail
Tangail (Bengalisch টাঙ্গাইল) ist eine Stadt in Bangladesch, die Teil der Division Dhaka ist. Die im Distrikt Tangail gelegene Distrikthauptstadt liegt 68 Kilometer nordwestlich von der Landeshauptstadt Dhaka entfernt. Die Stadt ist Teil des Upazila Tangail Sadar mit 521.104 Einwohnern. Die Einwohnerzahl Tangails lag 2011 bei über 167.000.
Die Stadt liegt am Ufer des Flusses Louhajang.

## Geschichte
Tangail war seit dem frühen 19. Jahrhundert ein beliebtes lokales Geschäftszentrum. Die Stadt wurde deutlich wichtiger als der Hauptsitz einer Unterteilung des Großraums Mymensingh 1860 aufgrund der Fruchtbarkeit und Höhenlage in der Nähe des Flusses Louhajong von Atia nach dort verlegt wurde. 
In den frühen 1930er Jahren wurde die Stadt elektrifiziert. 1969 entstand der Distrikt Tangail aus Teilen des Distrikt Mymensingh. In den 1990er Jahren wurde die Stadt von der Asian Development Bank und der Regierung von Bangladesch finanziert, um Wasserversorgung, Abwasserentsorgung, Abwasserentsorgung, Busbahnhof, Supermärkte und andere Infrastrukturen zu entwickeln.

## Einwohnerentwicklung
| Jahr | Einwohnerzahl |
| ---- | ------------- |
| 1991 | 106.004       |
| 2001 | 128.785       |
| 2011 | 167.412       |

## Infrastruktur
Die Stadt verfügt über einen kleinen Flugplatz. Daneben kann die Stadt Dhaka von Tangail aus per Bus und Bahn erreicht werden.